# Польове (Івановський район)
Польове — село у Івановському районі Амурської області, Росія. Входить у Новоіванівське сільське поселення.

## Географія
Село Польове розташоване за два кілометри від лівого берега ріки Біла (ліва притока Зеї), між адміністративним центром Новоіванівського сільського поселення селом Середньобіле і адміністративним центром Середньобільського сільського поселення селом Среднебіла.
Село Польове розташоване на північ від районного центра Іванівського району села Іванівки.
Відстань до Іванівки (через Березівку) 48 км.
На північний-захід від села Польове проходить лінія Забайкальської залізниці Благовєщенськ — Бєлогорськ.

## Історія
У 1971 році рішенням Амурського облвиконкому Ради депутатів трудящих присвоєно найменування населеному пункту ремонтно-механічного заводу виробничого управління сільського будівництва «Амурсільбуд» — село Польове.

## Населення
| 2002 | 2010 | 2012 | 2013 | 2014 | 2015 | 2016 | 2017 | 2018 |
| ---- | ---- | ---- | ---- | ---- | ---- | ---- | ---- | ---- |
| 133  | 69   | 69   | 69   | 69   | 67   | 73   | 69   | 82   |

## Інфраструктура
- Сільськогосподарські підприємства Іванівського району.
- В околицях села Польове розташовані військові частини Східного воєнного округу, зокрема 71-ша зенітно-ракетна бригада (в/ч 01879, адреса: 676814, Амурська обл., Іванівський р-н, селище Средньобіле-2).